# چارلز کوری
چارلز کوری (انگلیسی: Charles Currey؛ ۲۶ فوریه ۱۹۱۶ – ۱۰ مه ۲۰۱۰ (aged 94)) قایقران اهل بریتانیا بود.